# 德罗梅尼勒
德罗梅尼勒（法語：Dromesnil，法語發音：[dʁɔmenil]）是法国上法蘭西大區索姆省的一个市镇，属于亚眠区。

## 地理
德罗梅尼勒（49°52'48"N, 1°52'7"E）面积5.38 平方千米，位于法国上法蘭西大區索姆省，该省份为法国北部沿海省份，北起加来海峡省和北部省，西接滨海塞纳省和大西洋英吉利海峡，南至瓦兹省，东临埃纳省。
与德罗梅尼勒接壤的市镇（或旧市镇、城区）包括：阿韦讷绍苏瓦、贝卢瓦圣莱奥纳尔、奥尔努瓦堡、拉弗雷吉蒙圣马丹、维莱康普萨尔。
德罗梅尼勒的时区为UTC+01:00、UTC+02:00（夏令时）。

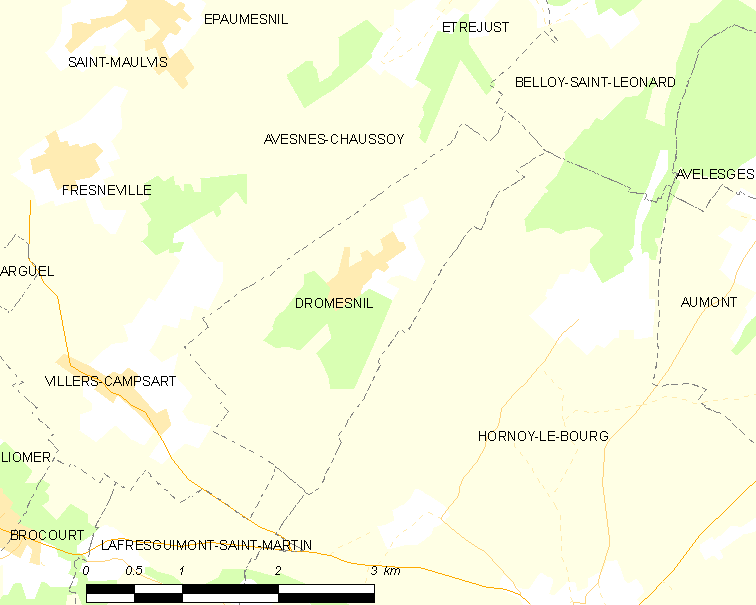
德罗梅尼勒的OSM定位图

## 行政
德罗梅尼勒的邮政编码为80640，INSEE市镇编码为80259。

## 政治
德罗梅尼勒所属的省级选区为皮卡第地区普瓦县。

## 人口

1962-2008年间德罗梅尼勒人口变化图示

德罗梅尼勒于2022年1月1日时的人口数量为83人。